# Ragadványnév
A névtan tudománya az antroponimák csoportján belül ragadványnévnek azt a nem hivatalos névadással keletkezett, tehát egy adott beszélőközösségtől származó személynevet nevezi, amely a teljes hivatalos név vagy annak valamelyik tagja (családnév, keresztnév) és változata (becenév) mellett, illetve helyett áll. A ragadványneveknek megkülönböztethetjük a hangulatát (közömbös, gúnyos, kedveskedő) és a funkcióját (szólító, említő).

## A ragadványnév fogalmának története
A tulajdonneveken belül a ragadványnév terminus egzakt definícióját a magyar onomatológusoknak évek hosszú sora alatt sem sikerült végleges formában megadni, a műszó használata évtizedek alatt sem vált következetessé. A terminus a szakirodalomban a 19. század végén jelent meg, a 20. század elején használata még függött a nyelvészek egyéni megítélésétől, s gyakran keveredett más névtani fogalmakkal. A 20. század második felében már elfogadottá vált a ragadványnév gyűjtőkategóriaként való felfogása, a század végén pedig a funkcionális megközelítés nyitott új utat a műszó egységes definíciójának megadásához.

### A ragadványnév terminus megjelenése a nyelvészetben
A legkorábbról fellelhető említés az 1872-ben indult Magyar nyelvőr második számában Szilády Áron nyelvésztől származik, aki így nyilatkozik a terminusról: „Én a nép között „csúfnéven” kívül ragadvány névnek szintén hallottam a gúnynevet; s megvallom nem tartom helytelen nevezetnek.” Szól arról, hogy a felmenők csúfnevét – amit a nagyszülő még szégyell is akár – az unoka büszkén viselheti. A két terminus Sziládynál nem válik külön, a gúnynévre és a ragadványnévre szinonim fogalmakként tekint, valamint megjegyzi, hogy a ragadványnevek igen hosszú életűek lehetnek, s sokszor átveszik a vezetéknév szerepét is.

### A ragadványnév terminus tisztázásának igénye
A huszadik század második felében kezd egyre inkább erősödni a ragadványnév terminus fogalmának tisztázására való igény. A terminológia eddigi pongyolaságát és következetlen használatát tükrözi, hogy a fellelhető forrásokban sokan sokféleképpen utalnak a hivatalos vezetéknevet kiegészítő – és sokszor felváltó –, az individuum megkülönböztetésére szolgáló helyettesítő nevekre, úgy mint melléknév, megkülönböztető név, ragadt név, ragadék név, ragadványnév, csúfnév, gúnynév stb. Erre a következetlenségre hívja fel a figyelmet Lőrincze Lajos, s a problémát a megfelelő részletkutatások hiányából eredezteti. Sziládyval ellentétben ő már határozottan különbséget tesz ragadványnév és gúnynév között, ám azt írja, a különbség „nem határozható meg minden formában.” A hiba itt is a kutatások hiányosságából ered, s a megoldást egy bővebb, az ország egész területéről összegyűjtött nagyobb tömegű névanyag módszeres elemzésében látja.
Több mint egy évtizeddel utána Tóth Katalin az első névkutató, aki egzakt megfogalmazásával igyekszik a ragadványnév fogalma körül kialakult homályt eloszlatni: „Véleményem szerint a ragadványnév a legtágabb kategória, összefoglaló gyűjtőnév, s a különböző névfajták ennek alcsoportjai.” Ezek alapján egy áttekinthető rendszert próbál létrehozni: a ragadványnevek halmazába sorolja a megkülönböztető neveket, a gúnyneveket és a csúfneveket (utóbbi kettő között életkor alapján tesz különbséget: gúnynevet a felnőttek adnak, csúfnevet pedig jellemzően a gyerekek). E három kategóriát együttesen nevezi ragadványneveknek. Ezt a rendszert alkalmazza Balogh László is, aki szintén főkategóriaként tekint a ragadványnév terminusra, mely a fent említett műszókkal (melléknév, gúnynév stb.) szemben csak általános sajátságokra utal. A ragadványnév halmazán belül azonban „jól megférnek a különböző alkategóriák.”

### A ragadványnév mint gyűjtőkategória
A hatvanas évek második felére már általánossá és elfogadottá vált a ragadványnév gyűjtőkategóriaként való felfogása. Fehértói Katalin így ír a terminusról: „A szó szerint értett ragadványnév lehet gúnynév, becenév, szavajárási név, házinév, úgynevezett belső keletkezésű (a családon belül adott) név, középkori egy elemű személynév mellett minden második, harmadik elem stb. – azaz minden olyan név, mely nem hivatalos, hanem csak „ráragadt” a személyre. A ragadványnév összefoglaló elnevezésnek fogható fel, melyen belül bizonyos csoportosításokat lehet végezni (...) tehát a ragadványnév kifejezést csak akkor használjuk, ha a név nem sorolható egyik alcsoportba sem, ha nem derül ki a név funkciója.”
Ördög Ferenc meghatározása tovább árnyalja a fogalmat. Felhívja a figyelmet az írásbeli és szóbeli ragadványnevek különbségeire, s utóbbiakat a hangulat alapján három további kategóriára osztja: közömbös hangulatú ragadványnevek, expresszív hangulatú, elismerést, kedveskedést kifejező bóknevek és csúfolódó hangulatú gúnynevek alkotják rendszerét, s ezek mellett a megkülönböztető nevek önálló kategóriát alkotnak.

### A ragadványnév funkcionális megközelítése
A ragadványnév terminusának funkcionális szempont alapján történő magyarázata a nyolcvanas évek elején kezdődik meg. Elsőként Balázs Judit fogalmazza meg az újfajta szemléletmód alapján a ragadványnév definícióját: „Ragadványnévnek tekinthetünk minden olyan névelemet, amely egy közösség névhasználatában valamiféle funkcionális okból a megnevezett személyhez tapadt, saját vezetéknevén és keresztnevén, illetőleg annak becéző alakváltozatain kívül előfordul a megnevezésben, figyelmen kívül hagyva a név kialakulásának az idejét, hangulati tartalmát, örökölhető voltát, névkapcsolatait stb.” A ragadványnév-problematika egyik legkényesebb pontját ő maga is a névtípusok belső rendszerezésében, illetve az altípusok elválasztásában látja, hiszen az eltérő terminushasználat miatt a különböző területek, települések névanyagának összehasonlítása is sok szempontból megkérdőjelezhető lesz.
Hajdú Mihály ragadványnév-definíciója integrálja az eddigieket: „azokat a névelemeket, amelyeket a hivatalos kereszt- és családneveken, valamint a beceneveken kívül az emberek adnak egymásnak bármilyen szándékkal, ragadványneveknek nevezzük. Ezeknek keletkezéséhez mindig valamilyen közösség kell, amelyben személyesen ismerik egymást az elnevezettek és az elnevezők.” Rávilágít arra is, hogy nem minden esetben a pontosabb megjelölés, azonosítás céljából jöttek létre a nevek, sokszor annyira jellegzetes egy személy külső vagy belső tulajdonsága, hogy mindenféle megkülönböztető szándék nélkül is ragadványnevet kap.
Az ezredforduló után Fehér Krisztina próbálta meghatározni a ragadványnév fogalmát: „A jelenkori (értsd: a családnevek hivatalossá tétele utáni) névanyagot tekintve – függetlenül a nevek használati fórumától és szerepétől – ragadványneveknek azokat a nem hivatalos névadással keletkezett, tehát az adott beszélőközösségtől származó személyneveket tekintem, amelyek a teljes hivatalos név vagy annak valamelyik tagja (családnév, keresztnév) és változata (becenév) mellett, illetve azok helyett állnak. A családnevek hivatalossá tétele előtti időszak vonatkozásában – a név szerepétől függetlenül – ragadványnévnek tekintem a beszélőközösségtől származó, a keresztnevek mellett megjelenő vagy azokat a használatban felváltó személyneveket (de nem családneveket).”

### A ragadványnevek keletkezésének okai
A ragadványnevek keletkezése sokban hasonlít az ősi családnevek kialakulásához. Régi magyar családneveinkre ugyanis tekinthetünk úgy, mintha ragadványnevek volnának. Ezek a nevek funkciójukra nézve megkülönböztetés céljából jöttek létre, az adott individuumhoz valamilyen jelző ragadt, mellyel legtöbbször a közösség ruházta fel a személyt. A ragadványnevek alapfunkciója tehát ezekhez hasonlóan, és mint minden névtípusnak, mint minden névnek a megkülönböztetés.
A kereszténység felvétele utáni időszakra is jellemző, hogy a család- és keresztnéven kívül egy harmadik névelemmel is megnevezik az egyént: „a kereszt- és az apától örökölt családnév mellett jelen van az egyénhez mindenkor kapcsolódható ragadványnév is.” A családi név mellett használt harmadik differenciatív – azaz megkülönböztető – névelem a régebbi ún. világi ragadványnévi típus egyenes folytatója. Az anyakönyvezés ugyan stabilizálta a családnevek öröklődését, azonban e harmadik névelem kialakulása, fejlődése sok – főképp kisebb és zártabb – közösségben a mai napig tart.
Mára a vezetéknév eredeti funkciója megváltozott: egy-egy vezetéknevet ma már több ezren is viselhetnek, s igen nehéz két személy megkülönböztetése, amikor ugyanazzal a családnévvel rendelkeznek. Ez a probléma jóval erősebben jelentkezik egy kisebb közösségben, ahol azonos vezetéknevű személyek laknak, s gyakran még a keresztnév is megegyezik. Egy személynév az egyértelmű azonosítás funkcióját csak addig képes betölteni, amíg túlságosan sok azonos nevű személy térbeli és időbeli közelsége zavaró poliszémiát nem eredményez. Sok esetben épp ennek elkerülése miatt keletkeznek a ragadványnevek.
A ragadványnevek kialakulásának oka azonban nem mindig a megkülönböztetés. Ördög Ferenc hívja fel erre először a figyelmet: egy ritka keresztnév viselőjének is lehet ragadványneve, annak ellenére, hogy az individuum neve önmagában is azonosítható lenne a név viselőjével. A megkülönböztetés mellett a ragadványnévadás egy másik indítéka a gúnyolódás csúf- vagy gúnynevek adásával. Ezek a nevek főképp külső vagy belső tulajdonságokra, eseményekre utalnak. A valódi indítékot, jelesül, hogy miért használnak negatív hangulatú névelemet az adott egyénre – akinek a névhez fűződő attitűdje szintén negatív, hiszen legtöbbször szégyelli azt – a kognitív pszichológia és az onomasztika módszereinek integrált alkalmazásával lehetne feltárni. A ragadványnévrendszer tehát „önmagát megújító erejével kiterjed olyan nevekre is, amelyeknél a homonimia veszélye nem áll fenn.” Erre a legjobb példa a gúnynevek, illetve a bóknevek alkategóriája. Utóbbi ugyan hangulatát tekintve az előbbinek éles ellentéte – hiszen a bóknevek kedveskedő, pozitív attitűdöt közvetítenek – azonban a motiváció szintén lélektani okokra vezethető vissza.

### A ragadványnevek rendszere a névadás indítéka szerint
A ragadványnév-vizsgálatokban a névadás indítéka a leggyakrabban alkalmazott szempont, a ragadványnevekkel foglalkozó tanulmányok zömében megtalálható. Számos tipológia áll rendelkezésünkre a ragadványnevek névadási indítéka szerinti rendszerbesorolásához. Ezek közül B. Gergely Piroska rendszere az, amely a legtöbb névkutatónak kiindulási alapot nyújtott. 
Az antroponímiai eredet alapján a következő névadási indítékok építik fel tipológiáját:
- Családtagok nevére vonatkozó ragadványnevek
- Testi tulajdonságra utaló ragadványnevek
  - Testalkat, termet
  - Testi erő, gyengeség
  - Testtartás, mozgás, járásmód
  - Haj-, szem-, bőrszín
  - Hajviselet
  - Feltűnő testrész, testrész sajátossága
  - Ruházat, öltözködés
  - Egyéb
- Lelki tulajdonságra utaló ragadványnevek
  - Eszesség, tudás, ügyesség
  - Vidámság, tréfa
  - Torkosság, nagyétkűség
  - Szelídség, jóság, békés természet
  - Mogorvaság, barátságtalanság
  - Megfontoltság
  - Indulatosság, szilajság
  - Lustaság
  - Beszédesség
  - Politikai nézet
  - Zárkózottság
  - Férfiatlan, nőies, kényes természet
  - Butaság, szellemi ügyefogyottság
- Szavajárására utaló ragadványnevek
- Származásra utaló ragadványnevek
- Egykori lakóhelyre utalók
- Szokásra vonatkozók 
  - Zenével kapcsolatos ragadványnevek
  - Valamiben való jártasság
  - Kedvelt sportolóra vonatkozók
  - Kedvelt filmre, filmszereplőre vonatkozók
  - Kedvelt olvasmányra, költőire vonatkozó
  - Kedvelt történelmi személy
  - Kedvelt étel, ital
  - Egyéb szokás
- Foglalkozásra, mesterségre, tisztségre utaló ragadványnevek
- Egyéb életkörülményre vonatkozók
  - Vallás
  - Életkor a családon belül
  - Adott közösségtől való különbözőség
- Eseményre utaló ragadványnevek
- Névasszociációs ragadványnevek
- Puszta identifikációs és érzelmi indítékú ragadványnevek

### A ragadványnevek jogi helyzete
A ragadványnév pontos és egzakt definícióját a mai napig nem sikerült kielégítő módon meghatározni. E névtípus szabályozásával a magyar jogrendszer sem foglalkozik külön, azonban a Magyar Köztársaság Polgári törvénykönyvben található 1959. évi IV. törvényben foglaltakban (a személyek polgárjogi védelme, a személyhez fűződő jogok) a törvény védelme alatt álló jogok között megtalálható a névviselés joga is: ez alapján Magyarországon mindenkit megillet a név viselésének joga. Azonban más nevét egy személy nem használhatja, csak jogi felelősségre vonás terhe mellett (kivételt képez ez alól az az eset, amikor az érintett egyén a beleegyezését adta a névviseléshez).
Ami a ragadványnevek vonatkozásában releváns, hogy felvett neveket használhatunk, ezzel a Ptk. 77. § (2) bekezdése foglalkozik: „Tudományos, irodalmi, művészi vagy egyébként közszerepléssel járó tevékenységet – mások jogainak és törvényes érdekeinek sérelme nélkül – felvett névvel is lehet folytatni.” Abban az esetben, ha valaki a művészeti vagy tudományos élet bármely területén közszereplő, és előtte már valaki ugyanazon a néven a nyilvánosság elé lépett, az utódnak kell az előd kérésére valamilyen megkülönböztető toldalékolással a nevét módosítania (pl.: Hegedűs D. Géza, Kardos G. György). Felvett név lehet szerzői álnév is (pl.: Füstfaragó; Petőfi Sándor egyik írói álneve volt). A névviselési jog sérelmét jelenti különösen, ha valaki jogtalanul más nevét használja vagy jogtalanul máséhoz hasonló nevet használ.
Ezzel kapcsolatban két kérdés merül fel: a ragadványnevek tekinthetőek-e felvett névnek, s ha igen, mely jogszabály hatálya alá tartoznak? A felvett nevet ugyanis a névjog alapján nem kell bejelenteni, sem pedig nyilvántartásba venni. Ez pedig felvet egy újabb kérdést: mennyire szabályos egy ragadványnév anyakönyveztetése?
Erre törvényes úton nincs lehetőség. A mai hatályos jogszabályok alapján ugyanis egy magyar állampolgár hivatalosan csak családi és utónevet viselhet, a legtöbb ország polgárainak a nevével ellentétben a családi név áll az első, az utónév pedig a második helyen. Több névelem nem szerepelhet az anyakönyvben, azonban a családnév lehet többtagú is (ha például a gyermek a többtagú családnevű szülő családnevét örökli), illetve az utónév is állhat – legfeljebb – két tagból. Utónevek közül azokat lehet anyakönyveztetni, melyek a Magyar utónévkönyvben szerepelnek, és megfelelnek a gyermek nemének. Kivételes helyzetben csupán a nemzeti kisebbségekhez tartozó szülők gyermekei vannak: esetükben a szülők döntése alapján érvényesnek tekintendő az adott nemzetiségű utónév is, melyet ők az Utónévköny korlátozásai nélkül viselhetnek. E jog megilleti a külföldön született magyar gyermekeket is.